# Atrichopogon minutus
Atrichopogon minutus är en tvåvingeart som först beskrevs av Johann Wilhelm Meigen 1830.  Atrichopogon minutus ingår i släktet Atrichopogon och familjen svidknott. Inga underarter finns listade i Catalogue of Life.